# Calamaria andersoni
Calamaria andersoni — вид змій родини полозових (Colubridae). Ендемік Китаю. Описаний у 2018 році.

## Поширення і екологія
Calamaria andersoni відомі за типовим зразком, зібраним в повіті Їнцзян в провінції Юньнань, на висоті 1520 м над рівнем моря, поблизу кордону з М'янмою.